# Tarnowska Szkoła Wyższa w Tarnowie
Tarnowska Szkoła Wyższa Akademia Nauk Stosowanych (do 2022 Tarnowska Szkoła Wyższa) – niepubliczna szkoła wyższa z siedzibą w Tarnowie. 
Została założona w 2004. W 2022 uczelnia uzyskała status Akademii Nauk Stosowanych.
Jest wydawcą Zeszytów Naukowych i monografii, w których prezentuje dorobek naukowo-badawczy jej pracowników naukowych.

## Wydziały
Źródło:
- Wydział Nauk Stosowanych w Tarnowie

## Kierunki i specjalności
Źródło:
- Jednolite studia magisterskie
  - Pedagogika przedszkolna i wczesnoszkolna
- Studia magisterskie
  - Pedagogika
  - Psychologia
  - Kosmetologia
- Studia licencjackie
  - Kosmetologia
  - Psychologia
  - Pedagogika szkolna i terapia pedagogiczna
  - Zarządzanie
  - Resocjalizacja i bezpieczeństwo publiczne
  - Pedagogika szkolna i terapia pedagogiczna - studia nauczycielskie
- Studia podyplomowe
- Szkoła Policealna
- Kursy i szkolenia

## Władze uczelni
Źródło:
- Rektor: dr Bożena Szołtysek
- Prorektor ds. kształcenia praktycznego: dr Antoni Stańczyk
- Dziekan: dr Wacław Nelec
- Prodziekan: mgr Magdalena Osiak